# Karosa C 734
Karosa C 734 je model linkového meziměstského autobusu, který vyráběla společnost Karosa Vysoké Mýto v letech 1981 až 1997. Je to nástupce linkové verze řady Š, vozu ŠL 11. Od roku 1992 byl současně s autobusy C 734 vyráběn i model Karosa C 735.

## Konstrukce
Autobus C 734 se stal základním modelem nové karosácké řady 700. Jedná se o dvounápravový vůz s hranatou, polosamonosnou karoserií panelové konstrukce. Motor je umístěn za zadní nápravou, v prostoru zadního panelu. Mezi nápravami pod karoserií se nachází zavazadlový prostor o objemu 3,5 m³. Přední náprava od LIAZu má nezávisle zavěšená kola, tuhá zadní pochází od maďarského podniku Rába. Po roce 1992 byla používána zadní náprava od slovenského výrobce PPS Detva. Teplovodní topení je výkonné, při teplotách nižších než 0 °C má však problém celý vůz vytopit. Potíže jsou také s větráním při vysokých teplotách, protože posuvné části se nacházejí pouze u dvou oken na pravé straně a u tří na levé. Náporová ventilace ze dvou ventilátorů tak nedokáže účinně vyměňovat vzduch. V pravé bočnici se nacházejí dvoje dvoukřídlé výklopné dveře. Oboje jsou přibližně stejně široké, první jsou umístěny před přední nápravou, druhé se nacházejí ve střední části vozu. Sedačky pro cestující jsou rozmístěny 2+2 se střední uličkou.
Vozy C 734 (podobně jako ostatní varianty řady 700) prodělaly během výroby mnoho úprav, které měly zajistit lepší provozuschopnost těchto autobusů (především nové, výkonnější motory).

## Výroba a provoz

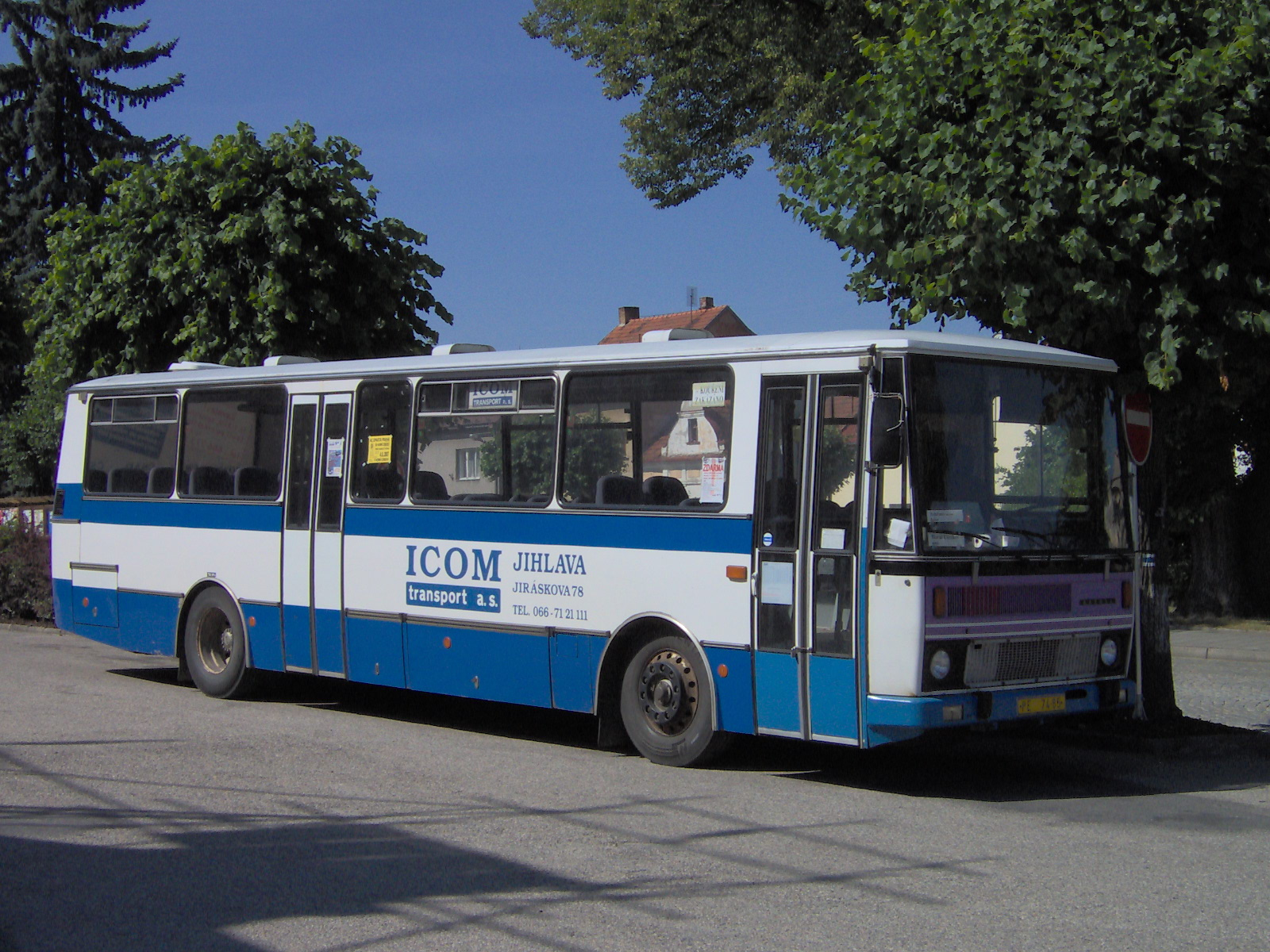
Linkový autobus Karosa C 734 v Horní Cerekvi

První dva autobusy C 734 (navazující na dva vyrobené kusy označené jako C 733) byl vyrobeny v roce 1975, tehdy šlo ale pouze o funkční vzorky označené jako C3 a C4. Prototyp, označený jako C5, vznikl o dva roky později. Ověřovací sérii tří kusů (původně plánováno 50 autobusů) vyprodukovala Karosa roku 1980 a sériová výroba byla zahájena v srpnu 1981. Ta trvala až do roku 1997, pod označením Karosa C 834 a s menšími úpravami však byly tyto vozy vyráběny nadále pro země bývalého Sovětského svazu. Celkem bylo v letech 1975–1997 vyrobeno 18 079 vozů C 734.
Vozy C 734 provozovaly především podniky ČSAD na kratších meziměstských a regionálních linkách po celém Československu. Menší počet kusů zakoupily i některé dopravní podniky (např. Brno nebo Praha), u nichž tyto vozy jezdily na příměstských linkách nebo byly využity jako zájezdové. Celkem 1458 vozů C 734 bylo rovněž exportováno, nejvíce jich jezdilo v bývalém Sovětském svazu (625 kusů).
Po roce 2020, kdy byl ukončen provoz vozů C 734 dopravce ČSAD autobusy Plzeň v Plzeňském kraji, zůstaly v pravidelném linkovém provozu pouze dva autobusy C 734, a to u dopravce VV autobusy v Karlovarském kraji v okolí Toužimi, Žlutic a Bečova nad Teplou. Oba autobusy byly při dřívější generální opravě částečně modernizovány, neboť obdržely čela z řady 900 a jeden z nich také vysoká sedadla, osobní osvětlení pro cestující a nucené větrání s individuálními výdechy pro cestující. Provoz těchto vozů byl ukončen během první poloviny roku 2023, jednalo se o poslední autobusy řady 700 provozované na pravidelných linkách v Česku.

## Historické vozy
Soukromé sbírky:
- občanské sdružení Za záchranu historických autobusů a trolejbusů Jihlava (4 vozy)
- Dopravní podnik hl. m. Prahy (1 vůz C 734.1340, ev. č. 3031)
- sdružení Ústecká dráha (1 vůz C 734.00)
- ČSAD Kyjov (1 vůz C 734.00)
- Kladno (soukromý sběratel, 1 vůz)
- RETROBUS Prostějov (3 vozy: C 734.20, původně FTL Prostějov, C 734.00, původně ZD Myslejovice, C 734.1346, původně Vězeňská služba České republiky)
- soukromý sběratel (1 vůz C 734 00, rok výroby 1983, nachází se na Slovensku)
- soukromý sběratel (1 vůz C 734.1340, ex Veolia Transport Východní Čechy)
- ČSAD autobusy Plzeň (1 vůz C 734.03 SPZ 3P8 2753, 2 vozy Karosa C 734.1340 SPZ KTA 08-16 a PMA 85-61)
- soukromý sběratel (1 vůz C 734.00, SPZ 11V 2911)
- KHT Praha (1 vůz)
- neznámý vlastník (1 vůz v provedení pro export do Ruska, SPZ 10V 0033)
- soukromý sběratel (1 vůz C 734.00, dříve Jihočeské státní lesy České Budějovice lesní závod Vyšší Brod, TJ Vyšší Brod a David Keliš Marwinex)
- soukromý sběratel (1 vůz C 734.1340, SPZ 3Z5 7560)
- David Keliš Marwinex (1 vůz)
- ŠKODA - BUS klub Plzeň (1 vůz)
- soukromý sběratel (1 vůz C 734.00, SPZ 02V 0606)
- MHDT Kladno (3 vozy)
- soukromý sběratel (1 vůz C 734.1340, SPZ PV 92-18)
- soukromý sběratel (1 vůz C 734.00, SPZ 7A5 5301)
- Veteráni dopravní techniky (3 vozy C 734.00, ex Armáda České republiky)
- soukromý sběratel (1 vůz C 734.00, výr. č. 19)
- soukromý sběratel (1 vůz C 734.0x, ex Armáda České republiky, útvar Olomouc)
- soukromý sběratel (1 vůz C 734.20, automobilová pošta)
- Autobusy VKJ (1 vůz C 734.1340, SPZ AP 57-40)
- soukromý sběratel (1 vůz C 734.00, ex TJ Sokol Újezd)
- soukromý sběratel (1 vůz C 734.1340, ex ČSAD JIHOTRANS)
- Auto Skaver-automuzeum Dětřichov (1 vůz C 734.1346, ex Vězeňská služba České republiky)
- soukromý sběratel (1 vůz C 734.40, ex ZOD Mrákov)
- soukromý sběratel (1 vůz C 734.00, ex Armáda České republiky)
- soukromý sběratel (1 vůz C 734.20, r. v. 1987)
- Sad Lučenec (1 vůz C 734.40, r. v. 1989)
- soukromý sběratel (2 vozy C 734.20 - ex Armáda České republiky, r. v. 1987 - 1TV 4269 + r. v. 1988 - 01V 2452)

## Podtypy
- Karosa C 734.00 (atmosférický motor Liaz, zadní náprava "velká Rába", výfuk za levým zadním kolem, černé koženkové sedačky)
- Karosa C 734.01 (více prostoru pro kočárek, změna počtu míst)
- Karosa C 734.03 (novější typ sedaček, kabina řidiče)
- Karosa C 734.20 (motor Liaz s turbem, zadní náprava "malá Rába", výfuk v zadním nárazníku)
- Karosa C 734.21 (změna počtu míst - 43+37)
- Karosa C 734.22 (bez obrysových světel u horní lišty, jiná kola)
- Karosa C 734.23 (kombinace výbavy .03 s technikou .20)
- Karosa C 734.24 (sedačky IPUR)
- Karosa C 734.40 (motor Liaz s turbem, vzhledově identické s .20)
- Karosa C 734.1340 (zpočátku jako .40, později mřížka pro mezichladič a zadní náprava Detva)
- Karosa C 734.1340.1 (pro export do Ruska, bez mezichladiče, mlhovky v nárazníku)
- Karosa C 734.1341 (úprava pro invalidy - široké druhé dveře, později řešeno jako individuálně homologované .1340)
- Karosa C 734.1343 (prototyp C25 - laminátové zadní čelo, bez mezichladiče)
- Karosa C 734.1344 (prototyp C26 - laminátové zadní čelo, mezichladič, přestavěn na .1345)
- Karosa C 734.1345 (motor Renault, laminátové zadní čelo, retardér)
- Karosa C 734.1346 (vězeňský vůz, 37+5+1 míst)
- Karosa C 734.1347 (soudní vůz, 21+15+1 míst)
- Karosa C 734.1348 (určen na přestavby - bez interiéru)